# Station Hjerm
Station Hjerm is een station in het Deense Hjerm in de gemeente Struer. Het station ligt aan de lijn Esbjerg - Struer. Het oorspronkelijke stationsgebouw is in 2000 gesloopt. 
Tussen Holstebro en Struer wordt de lijn ook door DSB bereden. Deze treinen stoppen echter slechts een enkele maal in Hjerm.